# Grand Prix Chin 2018
Grand Prix Chin 2018, oficjalnie Formula 1 Heineken Chinese Grand Prix 2018 – trzecia eliminacja Mistrzostw Świata Formuły 1 w sezonie 2018. Grand Prix odbyło się w dniach 13–15 kwietnia 2018 roku na torze Shanghai International Circuit w Szanghaju.

## Lista startowa
Źródło: Wyprzedź Mnie!
| Nr | Kierowca          | Zespół                           | Samochód                      | Silnik            | Opony |
| -- | ----------------- | -------------------------------- | ----------------------------- | ----------------- | ----- |
| 2  | Stoffel Vandoorne | McLaren F1 Team                  | McLaren MCL33                 | Renault 1.6T V6   | P     |
| 3  | Daniel Ricciardo  | Aston Martin Red Bull Racing     | Red Bull RB14                 | TAG Heuer 1.6T V6 | P     |
| 5  | Sebastian Vettel  | Scuderia Ferrari                 | Ferrari SF71H                 | Ferrari 1.6T V6   | P     |
| 7  | Kimi Räikkönen    | Scuderia Ferrari                 | Ferrari SF71H                 | Ferrari 1.6T V6   | P     |
| 8  | Romain Grosjean   | Haas F1 Team                     | Haas VF-18                    | Ferrari 1.6T V6   | P     |
| 9  | Marcus Ericsson   | Alfa Romeo Sauber F1 Team        | Sauber C37                    | Ferrari 1.6T V6   | P     |
| 10 | Pierre Gasly      | Red Bull Toro Rosso Honda        | Toro Rosso STR13              | Honda 1.6T V6     | P     |
| 11 | Sergio Pérez      | Sahara Force India F1 Team       | Force India VJM11             | Mercedes 1.6T V6  | P     |
| 14 | Fernando Alonso   | McLaren F1 Team                  | McLaren MCL33                 | Renault 1.6T V6   | P     |
| 16 | Charles Leclerc   | Alfa Romeo Sauber F1 Team        | Sauber C37                    | Ferrari 1.6T V6   | P     |
| 18 | Lance Stroll      | Williams Martini Racing          | Williams FW41                 | Mercedes 1.6T V6  | P     |
| 20 | Kevin Magnussen   | Haas F1 Team                     | Haas VF-18                    | Ferrari 1.6T V6   | P     |
| 27 | Nico Hülkenberg   | Renault Sport Formula One Team   | Renault R.S.18                | Renault 1.6T V6   | P     |
| 28 | Brendon Hartley   | Red Bull Toro Rosso Honda        | Toro Rosso STR13              | Honda 1.6T V6     | P     |
| 31 | Esteban Ocon      | Sahara Force India F1 Team       | Force India VJM11             | Mercedes 1.6T V6  | P     |
| 33 | Max Verstappen    | Aston Martin Red Bull Racing     | Red Bull RB14                 | TAG Heuer 1.6T V6 | P     |
| 35 | Siergiej Sirotkin | Williams Martini Racing          | Williams FW41                 | Mercedes 1.6T V6  | P     |
| 44 | Lewis Hamilton    | Mercedes AMG Petronas Motorsport | Mercedes AMG F1 W09 EQ Power+ | Mercedes 1.6T V6  | P     |
| 55 | Carlos Sainz Jr.  | Renault Sport Formula One Team   | Renault R.S.18                | Renault 1.6T V6   | P     |
| 77 | Valtteri Bottas   | Mercedes AMG Petronas Motorsport | Mercedes AMG F1 W09 EQ Power+ | Mercedes 1.6T V6  | P     |
| Nr | Kierowca          | Zespół                           | Samochód                      | Silnik            | Opony |

## Wyniki

### Sesje treningowe
Źródło: Wyprzedź Mnie!
| Sesja | Nr | Kierowca         | Konstruktor | Czas     | Okr. |
| ----- | -- | ---------------- | ----------- | -------- | ---- |
| 1     | 44 | Lewis Hamilton   | Mercedes    | 1:33,999 | 22   |
| 2     | 44 | Lewis Hamilton   | Mercedes    | 1:33,482 | 26   |
| 3     | 5  | Sebastian Vettel | Ferrari     | 1:33,018 | 14   |

### Kwalifikacje
Źródło: Wyprzedź Mnie!
| Poz. | Nr | Kierowca          | Konstruktor | Q1       | Q2       | Q3       | Poz. s. |
| --- | --- | ----------------- | ----------- | -------- | -------- | -------- | ------- |
| 1 | 5 | Sebastian Vettel  | Ferrari     | 1:32,171 | 1:32,385 | 1:31,095 | 1       |
| 2 | 7 | Kimi Räikkönen    | Ferrari     | 1:32,474 | 1:32,286 | 1:31,182 | 2       |
| 3 | 77 | Valtteri Bottas   | Mercedes    | 1:32,921 | 1:32,063 | 1:31,625 | 3       |
| 4 | 44 | Lewis Hamilton    | Mercedes    | 1:33,283 | 1:31,914 | 1:31,675 | 4       |
| 5 | 33 | Max Verstappen    | Red Bull    | 1:32,932 | 1:32,809 | 1:31,796 | 5       |
| 6 | 3 | Daniel Ricciardo  | Red Bull    | 1:33,877 | 1:32,688 | 1:31,948 | 6       |
| 7 | 27 | Nico Hülkenberg   | Renault     | 1:33,545 | 1:32,494 | 1:32,532 | 7       |
| 8 | 11 | Sergio Pérez      | Force India | 1:33,464 | 1:32,931 | 1:32,758 | 8       |
| 9 | 55 | Carlos Sainz Jr.  | Renault     | 1:33,315 | 1:32,970 | 1:32,819 | 9       |
| 10 | 8 | Romain Grosjean   | Haas        | 1:33,238 | 1:32,524 | 1:32,855 | 10      |
| 11 | 20 | Kevin Magnussen   | Haas        | 1:33,359 | 1:32,986 |          | 11      |
| 12 | 31 | Esteban Ocon      | Force India | 1:33,585 | 1:33,057 |          | 12      |
| 13 | 14 | Fernando Alonso   | McLaren     | 1:33,428 | 1:33,232 |          | 13      |
| 14 | 2 | Stoffel Vandoorne | McLaren     | 1:33,824 | 1:33,505 |          | 14      |
| 15 | 28 | Brendon Hartley   | Toro Rosso  | 1:34,013 | 1:33,795 |          | 15      |
| 16 | 35 | Siergiej Sirotkin | Williams    | 1:34,062 |          |          | 16      |
| 17 | 10 | Pierre Gasly      | Toro Rosso  | 1:34,101 |          |          | 17      |
| 18 | 18 | Lance Stroll      | Williams    | 1:34,285 |          |          | 18      |
| 19 | 16 | Charles Leclerc   | Sauber      | 1:34,454 |          |          | 19      |
| 20 | 9 | Marcus Ericsson   | Sauber      | 1:34,914 |          |          | 20      |
| Poz. | Nr | Kierowca          | Konstruktor | Q1       | Q2       | Q3       | Poz. s. |
| \| Legenda \| Legenda \| \| ------------------------ \| ---------------------------------------------------------------------------------------------------------------------------------------------------------------------------------------------------------------------------------------------------------------- \| \| Poz. Nr Q1 Q2 Q3 Poz. s. \| Pozycja zajęta w sesji kwalifikacyjnej Numer startowy kierowcy Wynik uzyskany w pierwszej części kwalifikacji Wynik uzyskany w drugiej części kwalifikacji Wynik uzyskany w trzeciej części kwalifikacji Pozycja startowa po uwzględnięniu kar, przesunięć, itp. \| | |                   |             |          |          |          |         |
| Legenda | |                   |             |          |          |          |         |
| Poz. Nr Q1 Q2 Q3 Poz. s. | Pozycja zajęta w sesji kwalifikacyjnej Numer startowy kierowcy Wynik uzyskany w pierwszej części kwalifikacji Wynik uzyskany w drugiej części kwalifikacji Wynik uzyskany w trzeciej części kwalifikacji Pozycja startowa po uwzględnięniu kar, przesunięć, itp. |                   |             |          |          |          |         |

1. ↑  Marcus Ericsson został ukarany cofnięciem o pięć pozycji na starcie za ignorowanie żółtych flag w czasie kwalifikacji.

### Wyścig
Źródło: Wyprzedź Mnie!
| P  | + / –     | Nr | Kierowca          | Konstruktor | Okr. | Czas / Strata | Komentarz       |
| -- | --------- | -- | ----------------- | ----------- | ---- | ------------- | --------------- |
| 1  | 5         | 3  | Daniel Ricciardo  | Red Bull    | 56   | 1h35m36,380   |                 |
| 2  | 1         | 77 | Valtteri Bottas   | Mercedes    | 56   | +0:08,894     |                 |
| 3  | 1         | 7  | Kimi Räikkönen    | Ferrari     | 56   | +0:09,637     |                 |
| 4  | Bez zmian | 44 | Lewis Hamilton    | Mercedes    | 56   | +0:16,985     |                 |
| 5  | Bez zmian | 33 | Max Verstappen    | Red Bull    | 56   | +0:20,436     | [ a ]           |
| 6  | 1         | 27 | Nico Hülkenberg   | Renault     | 56   | +0:21,052     |                 |
| 7  | 6         | 14 | Fernando Alonso   | McLaren     | 56   | +0:30,639     |                 |
| 8  | 7         | 5  | Sebastian Vettel  | Ferrari     | 56   | +0:35,286     |                 |
| 9  | Bez zmian | 55 | Carlos Sainz Jr.  | Renault     | 56   | +0:35,763     |                 |
| 10 | 1         | 20 | Kevin Magnussen   | Haas        | 56   | +0:39,594     |                 |
| 11 | 1         | 31 | Esteban Ocon      | Force India | 56   | +0:44,050     |                 |
| 12 | 4         | 11 | Sergio Pérez      | Force India | 56   | +0:44,725     |                 |
| 13 | 1         | 2  | Stoffel Vandoorne | McLaren     | 56   | +0:49,373     |                 |
| 14 | 4         | 18 | Lance Stroll      | Williams    | 56   | +0:55,490     |                 |
| 15 | 1         | 35 | Siergiej Sirotkin | Williams    | 56   | +0:58,241     |                 |
| 16 | 4         | 9  | Marcus Ericsson   | Sauber      | 56   | +1:02,604     |                 |
| 17 | 7         | 8  | Romain Grosjean   | Haas        | 56   | +1:05,296     |                 |
| 18 | 1         | 10 | Pierre Gasly      | Toro Rosso  | 56   | +1:06,330     | [ b ]           |
| 19 | Bez zmian | 16 | Charles Leclerc   | Sauber      | 56   | +1:19,066     |                 |
| 20 | 5         | 28 | Brendon Hartley   | Toro Rosso  | 51   | +5 okr.       | skrzynia biegów |
| P  | + / –     | Nr | Kierowca          | Konstruktor | Okr. | Czas / Strata | Komentarz       |

1. ↑  Max Verstappen otrzymał 10-sekundową karę czasową za spowodowanie kolizji.
2. ↑  Pierre Gasly otrzymał 10-sekundową karę czasową za spowodowanie kolizji.
3. ↑  Brendon Hartley nie ukończył wyścigu, lecz przejechał 90% dystansu, więc został sklasyfikowany.

### Najszybsze okrążenie
Źródło: Wyprzedź Mnie!
| Nr | Kierowca         | Konstruktor | Czas     | Okr. |
| -- | ---------------- | ----------- | -------- | ---- |
| 3  | Daniel Ricciardo | Red Bull    | 1:35,785 | 55   |

### Prowadzenie w wyścigu
| Nr                              | Kierowca         | Konstruktor | Okrążenia | Suma |
| ------------------------------- | ---------------- | ----------- | --------- | ---- |
| 5                               | Sebastian Vettel | Ferrari     | 1-20      | 20   |
| 7                               | Kimi Räikkönen   | Ferrari     | 21-26     | 6    |
| 77                              | Valtteri Bottas  | Mercedes    | 27-44     | 18   |
| 3                               | Daniel Ricciardo | Red Bull    | 45-56     | 12   |
| \| Wykres \| \| ------ \| \| \| |                  |             |           |      |
| Źródło: racing-reference.info   |                  |             |           |      |
| Wykres                          |                  |             |           |      |
|                                 |                  |             |           |      |

## Klasyfikacja po wyścigu

### Kierowcy
| P  | +/− | Kierowca          | Starty | Punkty | P1 | P2 | P3 | PP | NO | NS |
| -- | --- | ----------------- | ------ | ------ | -- | -- | -- | -- | -- | -- |
| 1  | 0   | Sebastian Vettel  | 3      | 54     | 2  | –  | –  | 2  | –  | –  |
| 2  | 0   | Lewis Hamilton    | 3      | 45     | –  | 1  | 1  | 1  | –  | –  |
| 3  | 0   | Valtteri Bottas   | 3      | 40     | –  | 2  | –  | –  | 1  | –  |
| 4  | +3  | Daniel Ricciardo  | 3      | 37     | 1  | –  | –  | –  | 2  | 1  |
| 5  | 0   | Kimi Räikkönen    | 3      | 30     | –  | –  | 2  | –  | –  | 1  |
| 6  | −2  | Fernando Alonso   | 3      | 22     | –  | –  | –  | –  | –  | –  |
| 7  | −1  | Nico Hülkenberg   | 3      | 22     | –  | –  | –  | –  | –  | –  |
| 8  | +2  | Max Verstappen    | 3      | 18     | –  | –  | –  | –  | –  | 1  |
| 9  | −2  | Pierre Gasly      | 3      | 12     | –  | –  | –  | –  | –  | 1  |
| 10 | −1  | Kevin Magnussen   | 3      | 11     | –  | –  | –  | –  | –  | 1  |
| 11 | 0   | Stoffel Vandoorne | 3      | 6      | –  | –  | –  | –  | –  | –  |
| 12 | +1  | Carlos Sainz Jr.  | 3      | 3      | –  | –  | –  | –  | –  | –  |
| 13 | −1  | Marcus Ericsson   | 3      | 2      | –  | –  | –  | –  | –  | 1  |
| 14 | 0   | Esteban Ocon      | 3      | 1      | –  | –  | –  | –  | –  | –  |
| 15 | 0   | Sergio Pérez      | 3      | 0      | –  | –  | –  | –  | –  | –  |
| 16 | 0   | Charles Leclerc   | 3      | 0      | –  | –  | –  | –  | –  | –  |
| 17 | 0   | Romain Grosjean   | 3      | 0      | –  | –  | –  | –  | –  | 1  |
| 18 | 0   | Lance Stroll      | 3      | 0      | –  | –  | –  | –  | –  | –  |
| 19 | +1  | Siergiej Sirotkin | 3      | 0      | –  | –  | –  | –  | –  | 1  |
| 20 | −1  | Brendon Hartley   | 3      | 0      | –  | –  | –  | –  | –  | –  |
| P  | +/− | Kierowca          | Starty | Punkty | P1 | P2 | P3 | PP | NO | NS |

### Konstruktorzy
| P  | +/− | Konstruktor               | Starty | Punkty | P1 | P2 | P3 | PP | NO | NS |
| -- | --- | ------------------------- | ------ | ------ | -- | -- | -- | -- | -- | -- |
| 1  | +1  | Mercedes                  | 6      | 85     | –  | 3  | 1  | 1  | 1  | –  |
| 2  | −1  | Ferrari                   | 6      | 84     | 2  | –  | 2  | 2  | –  | 1  |
| 3  | +1  | Red Bull Racing-TAG Heuer | 6      | 55     | 1  | –  | –  | –  | 2  | 2  |
| 4  | −1  | McLaren-Renault           | 6      | 28     | –  | –  | –  | –  | –  | –  |
| 5  | 0   | Renault                   | 6      | 25     | –  | –  | –  | –  | –  | –  |
| 6  | 0   | Scuderia Toro Rosso-Honda | 6      | 12     | –  | –  | –  | –  | –  | 1  |
| 7  | 0   | Haas-Ferrari              | 6      | 11     | –  | –  | –  | –  | –  | 2  |
| 8  | 0   | Sauber-Ferrari            | 6      | 2      | –  | –  | –  | –  | –  | 1  |
| 9  | 0   | Force India-Mercedes      | 6      | 1      | –  | –  | –  | –  | –  | –  |
| 10 | 0   | Williams-Mercedes         | 6      | 0      | –  | –  | –  | –  | –  | 1  |
| P  | +/− | Konstruktor               | Starty | Punkty | P1 | P2 | P3 | PP | NO | NS |